# Język doe
Język doe (dohe, kidoe) – język bantu używany w regionie Pwani w Tanzanii przez 24 000 osób, które w większości posługują się również językiem suahili.